# Parafia Narodzenia Najświętszej Maryi Panny w Dębiu
Parafia Narodzenia Najświętszej Maryi Panny – rzymskokatolicka parafia położona przy ulicy Wiejskiej 6 w Dębiu. Parafia należy do dekanatu Ozimek w diecezji opolskiej.

## Historia parafii
W 1807 roku w Dębiu, została utworzona lokalia z własnym duszpasterzem, samodzielną parafię erygowano 30 marca 1867 roku. Obecny kościół parafialny wybudowano w latach 1909–1910, w stylu neobarokowym. Świątynia została konsekrowana w 1916 roku przez biskupa K. Augustyna.
Proboszczem parafii jest ksiądz Antoni Kaltbach.

## Zasięg parafii
Do parafii należy 890 wiernych z miejscowości: Dębie, Dąbrowice i Falmirowice.

### Szkoły i przedszkola
- Publiczna Szkoła Podstawowa w Dębiu,
- Publiczne Przedszkole w Dębiu,
- Publiczne Przedszkole w Falmirowicach.[2]

## Kler parafialny

### Proboszczowie po 1945 roku
- ks. Franciszek Gebauer,
- ks. Franciszek Spilla,
- ks. Erwin Mateja,
- ks. Bernard Jurczyk
- ks. Antoni Kaltbach.

### Wikariusze po 1945 roku
- ks. Serafin Pogoda,
- ks. Jan Polok.[3]